# SS Cevic (1894)
SS Cevic byl parník vybudovaný v loděnicích Harland & Wolff v Belfastu pro společnost White Star Line. Na vodu byl spuštěn 23. září 1893. Měl tonáž 8 301 BRT. Původně byl postaven jako nákladní loď převážející dobytek. Na svou první plavbu z Liverpoolu do New Yorku vyplul 12. ledna 1894. V roce 1914 byl zabaven Royal Navy a přestavěn na napodobeninu bitevního křižníku HMS Queen Mary. Byl to trik, který měl zmást Němce — Cevic se vydával za Queen Mary a Němci si mysleli, že chrání zásobovací lodě. Trik fungoval a jeho přestrojení nikdy nebylo Němci odhaleno. V roce 1916 byl přejmenován na Bayol a přestavěn na tanker. V roce 1917 byl opět přejmenován pod novou společností na Bayleaf. V roce 1920 byl prodán Anglo-Saxon Petroleum Company a přejmenován na jmého Pyrula. V roce 1933 byl v Janově sešrotován.